# 玉祖命
玉祖命（たまのおやのみこと）は、日本神話に登場する神である。玉造部（たまつくりべ）の祖神とされる。『古事記』にのみ登場し、『日本書紀』にはこの名前の神は登場しないが、同神と見られる神が登場する。

## 概要
別名に玉屋命（たまのやのみこと）、豊玉者（とよたまのみこと）などがある。
高御魂命の孫とする伝承がある。

## 神話の記述
岩戸隠れの際に八尺瓊勾玉（ヤサカニノマガタマ）を作った。天孫降臨の際邇邇芸命（ににぎ）に附き従って天降るよう命じられ、天児屋命（あめのこやね）、布刀玉命（ふとだま）、天宇受売命（あめのうずめ）、伊斯許理度売命（いしこりどめ）と共に五伴緒の一人として随伴した。
『日本書紀』の岩戸隠れの段では、八尺瓊勾玉を作ったのは「玉造部の遠祖・豊玉神（とよたまのかみ）」（第二の一書）、「玉作の遠祖、伊弉諾尊の児・天明玉命（あめのあかるたまのみこと）」（第三の一書）としている。どちらも玉造部の祖としていることから玉祖命と同神と考えられる。

## 祀る神社
- 駒形根神社里宮（宮城県栗原市栗駒沼倉字一の宮）
- 安房神社（千葉県館山市大神宮）
- 比々多神社（神奈川県伊勢原市三ノ宮）
- 玉諸神社（山梨県甲州市塩山竹森）
- 玉作神社（静岡県沼津市黒瀬町）
- 酒解神社（三重県伊賀市坂下）
- 建部大社（滋賀県大津市神領）
- 石作神社・玉作神社（滋賀県長浜市木之本町千田）
- 門僕神社（奈良県宇陀郡曽爾村今井）
- 櫛玉命神社（奈良県高市郡明日香村大字真弓字宮山）
- 玉祖神社（大阪府八尾市5丁目）
- 國懸神宮、日前神宮境内社（和歌山県和歌山市秋月）
- 大麻神社（香川県善通寺市大麻町上ノ村山）
- 板井神社（鳥取県鳥取市気高町奥沢見）
- 玉作湯神社（島根県松江市玉湯町玉造）
- 玉祖神社（山口県防府市大字大崎）
- 船路八幡宮（山口県山口市徳地船路）
- 三宅神社（宮崎県西都市三宅）